# Лимонова акула
Лимоновата акула (Negaprion brevirostris) е вид акула от семейство Carcharhinidae и е класифицирана като уязвим вид от Международния съюз за опазване на природата.  Лимоновите акули могат да растат до 3,4 метра (11 фута) дължина. Те често се срещат в плитки субтропични води и е известно, че обитават и се връщат в определени разсадници за размножаване. Често хранейки се през нощта, тези акули използват електрорецептори, за да намерят основния си източник на плячка: риба . Лимоновите акули се радват на многото предимства на груповия живот, като подобрена комуникация, ухажване, хищническо поведение и защита. Този вид акула ражда живи малки, а женските са полиандрови и имат двугодишен репродуктивен цикъл. Смята се, че лимоновите акули не са голяма заплаха за хората; регистрирани са 10 ухапвания, нито едно от които не е с опасност за живота. Продължителността на живота на лимоновата акула не е известна, но средната възраст на акулата е от 25 до 30 години. 

## Разпространение
Видът е разпространен главно в субтропичните и тропичните части на Атлантическия и Тихия океан, по крайбрежието на Северна и Южна Америка, и около островите в Тихия океан.

## Описание
Жълтата окраска на акулата служи като отличен камуфлаж, когато плува над пясъчното морско дъно в нейното крайбрежно местообитание. Лимоновата акула обикновено достига дължина от 2,4 до 3,1 m (7,9 до 10,2 фута) и тегло до 90 kg (200 lb) до зряла възраст, въпреки че полова зрялост се достига при 2,24 m (7,3 фута) при мъжките и 2,4 м (7,9 фута) при жените. Максималната регистрирана дължина и тегло е съответно 3,43 m (11,3 фута) и 183,7 kg (405 lb). Има сплескана глава с къса, широка муцуна, а втората гръбна перка е почти толкова голяма, колкото първата. Лимоновите акули, както всеки друг вид акули, имат електрорецептори концентрирани в главите им, наречени ампули на Лоренцини. Тези рецептори откриват електрически импулси, излъчвани от потенциална плячка, и позволяват на тези нощни хранители да усетят плячката си в тъмното. 